# 新金屬
新金屬（英語：Nu metal）属于重金属音乐中的一个分支。最早起源於90年代。

## 新金屬之發展與特色
1990年代，一些新派的重金屬樂隊把重金屬樂加入了不同的元素和演繹方式，如加入PUNK或HIP HOP的節奏、DJ混音、MIDI、饒舌等，形成了新金屬(Nu-Metal)。
由於新金屬的編曲與彈奏技巧較傳統重金屬簡單許多，所以幾乎沒有吉他獨奏部份，整體而言新金屬更趨向大眾化與流行化。

## 攻占主流
1998年，崆樂團（Korn）的第三張專輯《跟著領隊》（Follow the Leader）在全球賣出900萬張，率領新金屬打進主流市場。隔年，許多樂團獲得電台的播放機會，MTV也開始強力放送。該年的暢銷樂團有盲音樂團（Deftones）、礦坑樂團（Coal Chamber）、林普巴茲提特（Limp Bizkit）與史丹樂團（Staind）。
許多第一波新金屬浪潮的樂團都來自洛杉磯地區，他們在相同場地表演並且互相認識。這些樂團包括了靜止X樂團（Static-X）、礦坑樂團和脊椎小腿（Spineshank）。來自洛杉磯以外的樂團有狄蒙的滑結樂團（Slipknot）、亞特蘭大的血海七塵（Sevendust）、傑克遜維爾的林普巴茲提特、芝加哥的騷動樂團（Disturbed）、鳳凰城的飛靈樂團（Soulfly）和勞倫斯的老天發威（Godsmack）。
Family Values Tour、Lollapalooza和Ozzfest也促成了新金屬的崛起。胡士托音樂節30周年也有新金屬樂團參與。
FUC
世紀交會之際，更多的樂團破繭而出，像是蟑螂老爹（Papa Roach）的主流首張專輯《橫行霸道》（Infest）成為白金唱片。花錢找死（P.O.D）和騷動樂團也成功打進主流市場。2001年，隨著各家唱片公司陸續簽下樂團，新金屬達到高峰。雖然不斷有新樂團興起，但促成新金屬曲風的元老級樂團們的作品都獲得優異成績，像是史丹樂團的《打破循環》（Break the Cycle）、花錢找死的《衛星》（Satellite）、滑結樂團的《愛荷華》（Iowa），聯合公園（Linkin Park）的《混合理論》（Hybrid Theory）是該年最暢銷專輯。
2002年，新金屬逐漸退燒。崆樂團睽違已久的第五張專輯《不要惹我》（Untouchables）和蟑螂老爹第三張專輯《愛.恨.悲劇》（Lovehatetragedy）都未達過過去的銷售水準。新金屬樂團逐漸淡出搖滾廣播電台，MTV也將焦點轉移至流行龐克與情緒核樂團。之後，部分樂團將曲風改變為硬搖滾或重金屬。

## 音樂特色
新金屬主唱通常採取具有侵略性的唱腔，包括有清腔、喉音嘶吼、重金屬與硬蕊龐克的各式吼腔，有時也如放克金屬使用饒舌。
崆樂團的Jonathan Davis、聯合公園的麥克·篠田與查斯特·班寧頓、雪菲爾樂團（Chevelle）的Pete Loeffler、滑結樂團的Corey Taylor、主力樂團（Taproot）的 Stephen Richards、騷動樂團（Disturbed）的David Draiman和林普巴茲提特的Fred Durst都表示受到工具樂團（Tool）主唱 Maynard James Keenan 的影響，Fred Durst也說工具樂團是影響他最大、也是他最喜愛的樂團。 不再信仰（Faith No More）的Mike Patton 也是影響新金屬的重要人物。
新金屬的貝斯常常讓人聯想起嘻哈或放克。在有些歌曲中，貝斯手會使用slap的技巧，為歌曲增添放克節奏。許多新金屬貝斯手會使用五弦貝斯取代常見的四弦貝斯。
許多新金屬樂團會使用DJ來增加音樂元素（像是音樂取樣、刮盤、電子背景）。代表人物有滑結樂團的Sid Wilson、聯合公園的喬瑟夫·韓和林普巴茲提特的DJ Lethal。

## 比較有代表性的新金屬樂團
- 林普巴茲提特
- 花錢找死
- 墮落體制
- 蟑螂老爹
- 滑結樂團
- 崆樂團
- 洛斯帕飛
- 伊凡塞斯
- 討伐體制樂團
- 騷動樂團
- 礦坑樂團
- 超鈾元素
- 聯合公園